# VII Puchar Gordona Bennetta (balonowy)
VII Puchar Gordona Bennetta – zawody balonów wolnych o Puchar Gordona Bennetta zorganizowane w 1912 w Stuttgarcie Zawody rozpoczęły się 27 października.

## Historia
W marcu podano informację, że zawody odbędą się 17 października w Stuttgarcie, a udział wezmą po 3 balony z: Niemiec, Stanów Zjednoczonych, Francji, Szwajcarii, Belgii i po 1 z Wielkiej Brytanii i Rosji. W sierpniu ogłoszono, że zawody odbędą się 27 października, a komisarzem ze strony francuskiej został Émile Dubonnet.
Przed zawodami odbył się kongres FAI, a 24 października konkurs lądowania w którym wzięło udział 20 balonów. W zawodach nie wziął udziału ubiegłoroczny triumfator Hans Gericke. Zginął 20 października 1912 roku podczas lotu z porucznikiem Stilerem. Balon wybuchł podczas wznoszenia się na wysokości 5000 metrów. Obaj piloci zginęli. Ponieważ zgodnie  z regulaminem nie można było zmienić pilota, Cesarstwo Niemieckie reprezentowały tylko dwie załogi. Ze zgłoszonych 22 załóg wycofała swój udział załoga belgijska, a amerykański balon Kansas City II pękł podczas napełniania z powodu zbyt dużego ciśnienia gazu. Klub z Wirtembergii wypożyczył zawodnikom amerykańskim balon Düsseldorf II, ale mógł on wystartować dopiero o 18.20 czyli godzinę po starcie ostatniego zawodnika uczestniczącego w konkursie. Dlatego pozwolono mu na start poza konkursem. Wycofała się również załoga z Rosji, powodem mogła być trwająca wojna bałkańska.

### Amerykańskie eliminacje
27 lipca w Kansas City odbyły się eliminacje które wygrali E. Honeywell  i Roy Donaldson na balonie Uncle Sam. W ciągu 36 godzin przelecieli oni 1200 mil z Kansas City do Manassas. W wyścigu wzięło udział 6 balonów.

## Uczestnicy
| Zajęte miejsce | Balon              | Pojemność | Załoga pilot pomocnik pilota                         | Kraj                 | Czas lotu [h] | Odległość [w km] | Państwo Miejsce lądowania                       |
| -------------- | ------------------ | --------- | ---------------------------------------------------- | -------------------- | ------------- | ---------------- | ----------------------------------------------- |
| 1.             | La Picardie        | 2200      | Maurice Bienaimé, René Rumpelmayer                   | Francja              | 45:42         | 2198,00          | Cesarstwo Rosyjskie Riazań                      |
| 2.             | Ile de France      | 2200      | Alfred Leblanc Welby Jourdan                         | Francja              | 44:48         | 2001,00          | Cesarstwo Rosyjskie Kauga (Moskwa)              |
| 3.             | Uncle Sam          | 2200      | Harry Honeywell Herman F. Long                       | Stany Zjednoczone    | 37:06         | 1751,00          | Cesarstwo Rosyjskie Spanaga (Smoleńsk)          |
| 4.             | Zurych             | 2200      | Victor de Beauclair Walo Gerber                      | Szwajcaria           | 35:42         | 1523,00          | Cesarstwo Rosyjskie Soproncki (Wilno)           |
| 5.             | Frankfurt          | 2200      | F. W. Lehnert inżynier Walter Mitscherlich           | Austria              | 35:30         | 1509,00          | Cesarstwo Rosyjskie Rosenowskaya(Zilupe)        |
| 6.             | Reichllugsverein   | 2200      | Otto Korn                                            | Cesarstwo Niemieckie | 32:54         | 1385,00          | Ducksky                                         |
| 7.             | Minckelers         | 2200      | Leon Gérard M. Wanufel                               | Belgia               | 29:18         | 1291,00          | Cesarstwo Rosyjskie Aleksandrów(Wilkomir)       |
| 8.             | Honeymoon          | 2200      | Jean de Francia M. Pierron                           | Wielka Brytania      | 41:06         | 1253,00          | Brasso-Kroustadt, Alpy granica Węgier i Rumunii |
| 9.             | Belgica            | 2200      | Ernest Demuyter Herouet                              | Belgia               | 34:18         | 1182,00          | Cesarstwo Rosyjskie Roschitschtsche (Rożyszcze) |
| 10.            | Andromeda          | 2200      | Celestino Usuelli Aldo Finzi                         | Włochy               | 28:12         | 1112,00          | Cesarstwo Rosyjskie Suwalki                     |
| 11.            | Harburg III        | 2200      | Ferdinand Eiermacher Fr. Pratje                      | Cesarstwo Niemieckie | 28:06         | 1110,00          | Romintern                                       |
| 12.            | Le Bearn           | 2200      | George Blanchet Walter de Mumm                       | Francja              | 31:30         | 1055,00          | Cesarstwo Rosyjskie Chełm (Lublin)              |
| 13.            | Helvetia           | 2200      | Leut. O. P. Sorg A. Mottet                           | Szwajcaria           | 23:48         | 881,00           | Niemcy Mischichewitz/ Danzig                    |
| 14.            | Busley             | 2200      | Capt. Franz Mannsbarth Ltn. Max Macher               | Austria              | 23:53         | 771,00           | Węgry Puszta Felsö (Budapeszt)                  |
| 15.            | Astarte            | 2200      | Dr. Eduard C. von Siegmundt Leutnant Alexander Mayer | Austria              | 24:12         | 712,00           | Zarzycz koło Bielska-Białej (Bielitz)           |
| 16.            | Libia              | 2200      | Nino Picolli                                         | Włochy               | 22:36         | 685,00           | Gorzyce k. Poznania                             |
| 17.            | Million Population | 2200      | John Berry Albert von Hoffman                        | Stany Zjednoczone    | 19:30         | 646,00           | Niemcy Grambin/Ueckermünde                      |
| 18.            | Graf Zeppelin      | 2200      | Seidelin                                             | Dania                | 15:24         | 490,00           | Austro-Węgry Hösting (niedaleko Pragi)          |
| 19.            | Azurea             | 2200      | R. O. Müller H. Spillmann                            | Szwajcaria           | 8:23          | 185,00           | Lambachshof/ K.Hofen (Konighshaten-Szent)       |
|                | Düsseldorf II      |           | John Watts Artur T. Atherholt                        | Stany Zjednoczone    | 36:00         | poza zawodami    | Cesarstwo Rosyjskie Psków                       |

## Przebieg zawodów
Zawody zaplanowano na terenie wyścigów konnych Cannstatter Wasen, gdzie drewnianym płotem zagrodzono pole o powierzchni 320 x 260 m. Wokół powstały trybuny, pomieszczenia dla prasy, budynki dla organizatorów zawodów i poczty. Z gazowni w Gaisburgu doprowadzono rurami gaz do napełniania balonów. Zawodnicy otrzymali wizy francuskie, rosyjskie i tureckie.
Start rozpoczął się zgodnie z programem o godzinie szesnastej. Na trybunach zasiadł książę Wittembergii, a startującym załogom przygrywała orkiestra regimentu Kaiser Frideric. Jako pierwszy przy dźwiękach Marsylianki wystartował balon francuski La Picarde. Po nim startowały kolejno: Honeymoon, Busley, Azurea, Harburg III, Andromeda, Graf Zeppelin, Ile de France, Belgica, Frankfurth, Zurich, Reichllugsverein, Libia, Million Population, Le Bearn, Minckelers, Astarte, Helvetia, Uncle Sam.
John Watts, podczas lądowania w Pskowie w Rosji po uderzeniu w głowę i stracił przytomność. Amerykańscy zawodnicy zostali wzięci za niemieckich szpiegów i aresztowani. Dopiero po 5 dniach przesłali informację do organizatorów z informacją o miejscu swojego pobytu. Lehnert i jego towarzysz Walter Mitscherlich na balonie Frankfurt po wylądowaniu niedaleko Rygi w miejscowości Rosenowskaja (obecnie Zilupe) zostali aresztowani pod zarzutem szpiegostwa. Dopiero po interwencji ambasady austriackiej zostali zwolnieni.

## Nagrody
Na nagrody przeznaczono 37 500 franków. Za pierwsze miejsce przewidziano 10 000 franków, za drugie 8375 franków, za trzecie 6625 franków, za czwarte 5000, piąte 3750, szóste 2500, a za siódme 1250 franków. Dla każdego pilota przewidziano srebrna plakietkę, a dla ich towarzyszy brązową. Zaplanowano również nagrody dodatkowe między innymi 1000 marek za najdłuższy czas lotu i 300 marek dla najlepszego niemieckiego pilota.

## Rekordy
Zwycięski balon Le Picard z Maurice Bienaimé i René Rumpelmayerem ustanowił rekord długości lotu lądując po locie na odległość 2198 km w Riazaniu.